# 1953 en football canadien
Chronologie
Saison précédente Saison suivante
1953 est la 70e saison depuis la fondation de la Canadian Rugby Football Union en 1884.

## Événements
La Interprovincial Rugby Football Union (IRFU) augmente le nombre de matchs par saison de 12 à 14. 
Le club champion de l'Ontario Rugby Football Union (ORFU) affronte en demi-finale de la coupe Grey le champion de la Western Interprovincial Football Union (WIFU) et non celui de l'IRFU comme les années passées.
La finale de la WIFU se joue en série deux de trois, aussi appelée au meilleur de trois matchs. L'IRFU ne joue plus de demi-finale, seulement une finale entre les deux meilleures équipes au classement, aussi au format deux de trois.
Les Dutchmen de Kitchener-Waterloo deviennent membres de l'ORFU.
Plusieurs matchs éliminatoires en plus de la rencontre de la coupe Grey sont télédiffusés.
Le trophée Schenley, honorant le joueur par excellence du football canadien, est remis pour la première fois,.

## Classements
| Clt   | Équipe                 | PJ | V | D | N | BP  | BC  | Pts |
| ----- | ---------------------- | -- | - | - | - | --- | --- | --- |
| +001, | Alouettes de Montréal  | 14 | 8 | 6 | 0 | 292 | 229 | 16  |
| +002, | Tiger-Cats de Hamilton | 14 | 8 | 6 | 0 | 229 | 243 | 16  |
| +003, | Rough Riders d'Ottawa  | 14 | 7 | 7 | 0 | 266 | 238 | 14  |
| +004, | Argonauts de Toronto   | 14 | 5 | 9 | 0 | 172 | 249 | 10  |

| Clt   | Équipe                         | PJ | V  | D  | N | BP  | BC  | Pts |
| ----- | ------------------------------ | -- | -- | -- | - | --- | --- | --- |
| +001, | Eskimos d'Edmonton             | 16 | 12 | 4  | 0 | 276 | 157 | 24  |
| +002, | Roughriders de la Saskatchewan | 16 | 8  | 7  | 1 | 243 | 239 | 17  |
| +003, | Blue Bombers de Winnipeg       | 16 | 8  | 8  | 0 | 226 | 226 | 16  |
| +004, | Stampeders de Calgary          | 16 | 3  | 12 | 1 | 190 | 313 | 7   |

### Ligues provinciales
| Clt   | Équipe                         | PJ | V | D  | N | BP  | BC  | Pts |
| ----- | ------------------------------ | -- | - | -- | - | --- | --- | --- |
| +001, | Dutchmen de Kitchener-Waterloo | 12 | 8 | 4  | 0 | 219 | 178 | 16  |
| +002, | Balmy Beach de Toronto         | 12 | 8 | 4  | 0 | 250 | 145 | 16  |
| +003, | Imperials de Sarnia            | 12 | 8 | 4  | 0 | 231 | 101 | 16  |
| +004, | Redskins de Brantford          | 12 | 0 | 12 | 0 | 73  | 349 | 0   |

## Séries éliminatoires

### Demi-finale de la WIFU
- 28 octobre : Roughriders de la Saskatchewan 5 - Blue Bombers de Winnipeg 43
- 31 octobre : Blue Bombers de Winnipeg 17 - Roughriders de la Saskatchewan 18

Winnipeg remporte la série 60 à 23

### Finale de la WIFU
- 7 novembre : Blue Bombers de Winnipeg 7 - Eskimos d'Edmonton 25
- 11 novembre : Eskimos d'Edmonton 17 - Blue Bombers de Winnipeg 21
- 14 novembre : Blue Bombers de Winnipeg 30 - Eskimos d'Edmonton 24

Winnipeg gagne la série au meilleur de trois matchs 2 à 1 et passe en demi-finale de la coupe Grey.

### Finale de la IRFU
- 18 novembre : Alouettes de Montréal 12 - Tiger-Cats de Hamilton 37
- 22 novembre : Tiger-Cats de Hamilton 22 - Alouettes de Montréal 11

Hamilton gagne la série 2 à 0 et passe au match de la coupe Grey.

### Demi-finale de l'ORFU
- 7 novembre : Balmy Beach de Toronto 0 - Imperials de Sarnia 2
- 8 novembre : Imperials de Sarnia 10 - Balmy Beach de Toronto 18

Le Balmy Beach de Toronto gagne la série 18 à 12.

### Finale de l'ORFU
- 11 novembre : Balmy Beach de Toronto 6 - Dutchmen de Kitchener-Waterloo 9
- 15 novembre : Dutchmen de Kitchener-Waterloo 12 - Balmy Beach de Toronto 24

Le Balmy Beach de Toronto gagne la série 30 à 21 et passe en demi-finale de la coupe Grey.

### Demi-finale de la coupe Grey
- 21 novembre : Balmy Beach de Toronto 4 - Blue Bombers de Winnipeg 26

Winnipeg passe au match de la coupe Grey.

### 41ecoupe Grey
- 28 novembre : Les Tiger-Cats de Hamilton gagnent 12-6 contre les Blue Bombers de Winnipeg au Varsity Stadium à Toronto (Ontario).

## Honneurs individuels
- Trophée Schenley du meilleur joueur : Billy Vessels (en) (demi), Eskimos d'Edmonton
- Trophée Jeff-Russel (courage, habileté, jeu propre et esprit sportif dans l'IRFU) : Bob Cunningham (CA), Rough Riders d'Ottawa